# Reserva Natural de Srebarna
A Reserva Natural de Srebarna (Природен резерват Сребърна, Priroden rezervat Srebarna) é uma reserva natural no nordeste da Bulgária, próxima à cidade do mesmo nome, 18km a oeste de Silistra e 2km ao sul do Rio Danúbio. Ela compreende o Lago Srebarna e seus arredores, localizados na Via Pontica, uma rota de migração de pássaros entre a Europa e a África.
A reserva tem uma área de 6 km² de área protegida e uma zona tampão de 5.4 km². A profundidade do lago varia de 1 a 3 metros. Existe um museu que abriga algumas espécies embalsamadas, típicas da região.

## História
Enquanto o Lago Srebarna foi muito estudado no passado por biológos estrangeiros, o primeiro cientista búlgaro a se interessar na área foi Aleksi Petrov, que visitou a reserva em 1911. Em 1913, toda a região do Sul de Dobrudja foi incorporada pela Romênia, mas retornou para posse da Bulgária em 1940, quando a área foi visitada mais uma vez por Petrov, a fim de examinar as colônias de pássaros que faziam ninhos na região.
A área foi proclamada reserva natural em 1948. Foi incluída na lista de Patrimônio Mundial da UNESCO em 1983.

## Lendas
Existem muitas lendas sobre a origem do nome do lago. Uma fala que um cã chamado Srebrist, que morreu nas vizinhanças enquanto travava uma batalha desigual com os pechenegues. Uma segunda fala sobre um barco cheio de prata ("srebro" em búlgaro) naufragou no lago. De acordo com uma terceira, que é considerada  mais plausível, o nome vem dos reflexos prateados da superfície do lago durante a lua cheia.

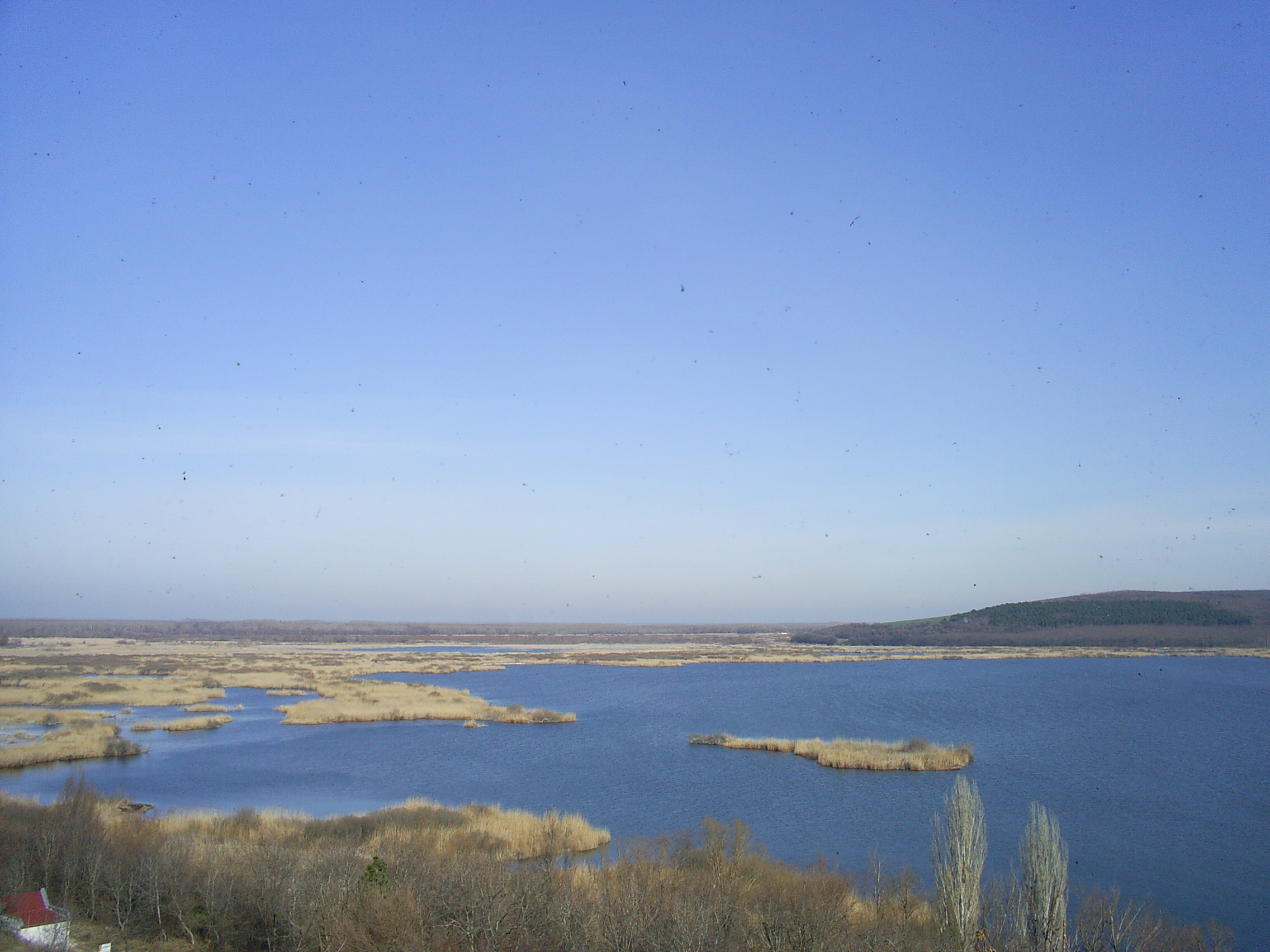
Vista da reserva

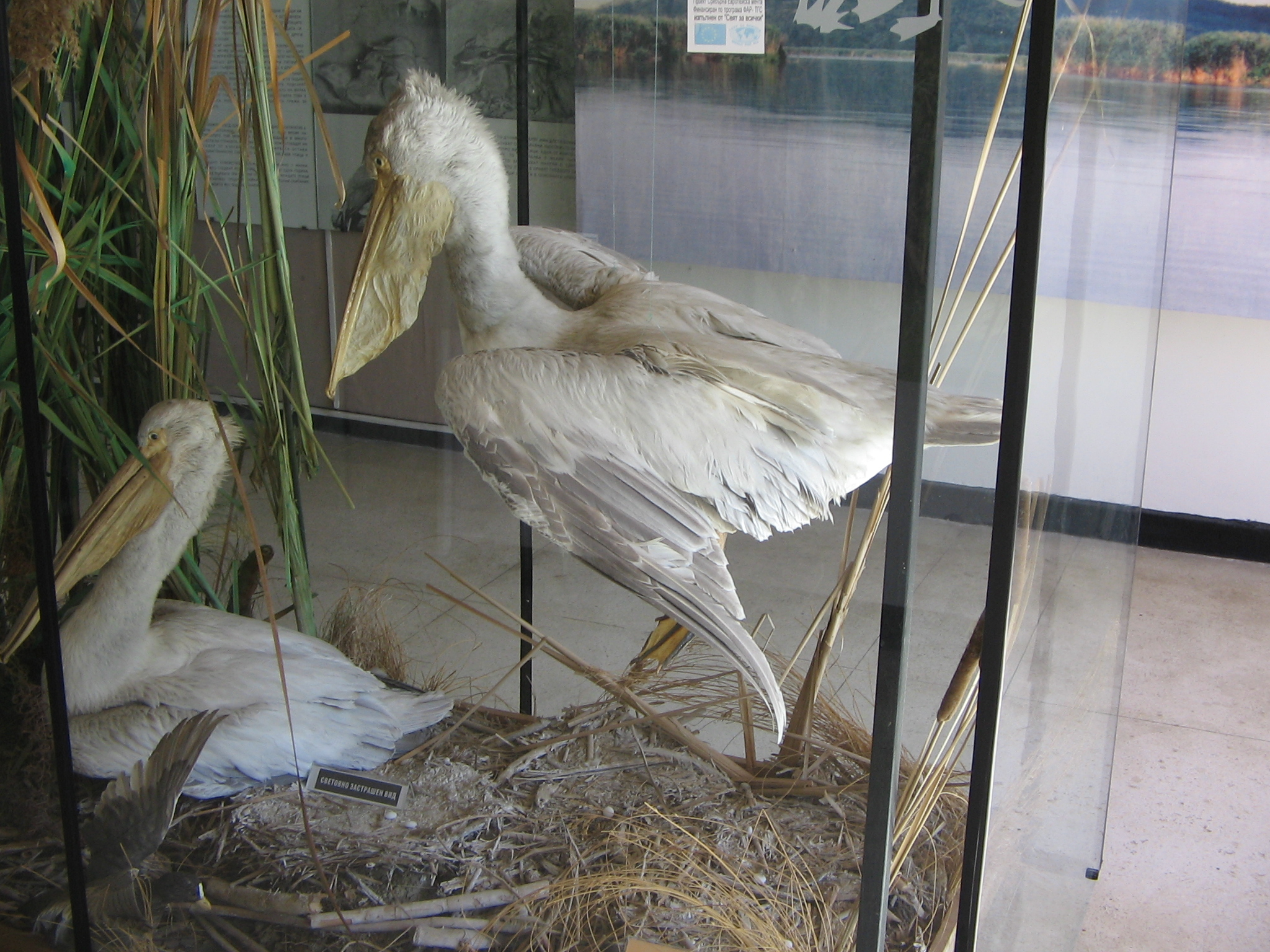
Pelicanos no museu

## Flora
Existem espécies hidrófitas como a Phragmites ao redor do lago. A reserva é lar de 139 plantas,, 11 delas em perigo de extinção fora do território de Srebarna.

## Fauna
Uma grande variedade de animais existe na região. Trinta e nove mamíferos, 21 répteis e anfíbios e 10 espécies de peixe habitam a reserva, que é famosa pelas 179 espécies de pássaros que fazem ninho neste território, o que inclui o Pelicano-crespo, Cisne-branco, Ganso-bravo, Cormorão, Tartaranhão-ruivo-dos-pauis, Pisco-de-peito-azul e Ardeidae

## Honraria
Existe a geleira Srebarna,na Ilha Livingston em Shetland do Sul, na Antártica.